# گیلهمی وینتر
گیلِـهمی وینتر (پرتغالی: Guilherme Winter؛ زادهٔ ۲۸ اوت ۱۹۷۹) بازیگر اهل برزیل است. وی از سال ۲۰۰۶ میلادی تاکنون مشغول فعالیت بوده‌است.